# Seznam hvězd v souhvězdí Velryby
Toto je seznam významných hvězd v souhvězdí Velryby (Cetus). Hvězdy jsou seřazeny podle zdánlivé hvězdné velikosti.